# Top Gun: Fire At Will
Top Gun: Fire At Will je videohra od společnosti Spectrum HoloByte pro platformy MS-DOS, Microsoft Windows, PlayStation a Mac OS.

## Hratelnost
Hra se zaměřuje na postavu z filmu, Mavericka, který bojuje na Kubě, v Severní Koreji a Libyi proti tajné skupině žoldnéřských pilotů zvané „Kádr".
Verze pro PlayStation (PS1) se od verze pro PC/AT značně liší. U PS1 byl dán důraz na detailní simulaci při vzletu a přistání. Hráč byl nepřítelem vždy napaden, než aby jej sám musel hledat.

## Vývoj
Top Gun: Fire At Will byla vydána společností Spectrum HoloByte v roce 1996 pro hardwarovou platformu s operačními systémy MS-DOS a Microsoft Windows, později pro PlayStation a Mac OS. Byla to první hra na téma Top Gun, která byla vydána od uvedení hry Top Gun: Second Mission od Konami. Byl to také jediný herní titul, který obsahoval charakteristiky nějakého herce z filmu Top Gun, v tomto případě šlo o Jamese Tolkana, v roli velícího důstojníka, který měl ve filmu Top Gun volací jméno „Stinger”, v této hře má volací jméno „Hondo”.

## Kritika
| Udělil          | Skóre         |
| --------------- | ------------- |
| EGM             | 5,75/10 (PS1) |
| Next Generation | (PC, PS1)     |

U verze PC/AT, herní magazín Next Generation, kritizoval že: jde o slabý letecký simulátor. Kladně však hodnotil rozsah misí, možnost hrát hru po síti v režimu multiplayer a kvalitu grafiky.
Verze pro PS1, získala hodnocení 50%. Kritici poznamenali, že hra byla těžkopádná, arkádový styl střílení šel sice nahoru, než by se od letového simulátoru očekávalo, kritiky rozdělil výběr stylu hry. Někteří kritici chválili kombinaci arkádového stylu a herního stylu simulace, jiní zase kritizovali nedostatek realistického vzhledu při vzletu a přistání. V závěru pak kritici souhlasili, že hra je po grafické stránce velmi dobrá, ale nepřátelští piloti byli snadno porazitelní.